# 陳端 (成化進士)
陳端（1449年—？年），字廷表，四川重慶府忠州墊江縣人，民籍，治《易經》，明朝政治人物。

## 生平
四川鄉試第五十五名舉人。成化二十三年（1487年）中式丁未科三甲第一百一十九名進士。

## 家族
曾祖陳珪；祖父陳仲禮；父陳仕輔，母程氏。